# Psychotria venosa
Psychotria venosa är en måreväxtart som först beskrevs av William Philip Hiern, och fick sitt nu gällande namn av Ernest Marie Antoine Petit. Psychotria venosa ingår i släktet Psychotria och familjen måreväxter. Inga underarter finns listade i Catalogue of Life.